# Машталер Наталія Олександрівна
Машталер Наталія Олександрівна — український режисер документального кіно.

## Біографія
Машталер (Єгорова) Наталія Олександрівна, народилася у місті Вінниця (Україна). Першу вищу освіту здобула у вінницькому державному педагогічному інституті ім. М.Островського. Пропрацювала 5 років вчителем у загальноосвітній школі № 9. З 1997 року працювала у вінницькій державній телерадіокомпанії на посаді журналіста, а потім редактора і режисера. У 2004 році за сімейними обставинами переїхала до Києва. Навчалась режисурі на факультеті «Інституту екранних мистецтв ім. І.Миколайчука» (м. Київ).(Творчий керівник — В. Л. Чубасов / В. Г. Горпенко) У 2010 році отримала диплом з відзнакою за напрямом підготовки «режисер кіно та ТБ».
З березня 2014 року у ГО «Фонд збереження історії Майдану» [Архівовано 20 квітня 2019 у Wayback Machine.] очолила проект «Усні історії Майдану». Саме його матеріали послугували основою для створення проекту «Майдан. Живий» (Революційний марафон 2015—2016 р.р.) [Архівовано 2 серпня 2016 у Wayback Machine.], який протягом 2015—2016 років демонструвався на каналі УТ-1 [Архівовано 15 лютого 2017 у Wayback Machine.].

## Фільмографія
- «Усні історії Майдану»(Революційний марафон 2015—2016 р.р.)
- «Відкритий урок» (2013)
- «ПроДвижение» (2010)
- «Отличник» (2010)
- «Я — еврей» (2008)
- «Недопетая песня» (2003)
- «Виктория» (2000)

## Нагороди
Її роботи брали участь і були відзначені нагородами міжнародних кінофестивалях. А саме:
- Міжнародний фестиваль документального кіно про права людини Docudays UA (Україна) [Архівовано 13 серпня 2016 у Wayback Machine.]
- Київський міжнародний кінофестиваль «Молодість» (Україна)
- Київський міжнародний фестиваль документальних фільмів «Кінолітопис» (Україна)
- Краківський фестиваль фільмів (Польща)
- CologneOFF — Cologne International Videoart Festival (Німеччина)
- Ризький міжнародний фестиваль короткометражних фільмів 2ANNAS (Латвія)
- Міжнародний кінофестиваль в г. Тарту (Естонія)
- Міжнародний кінофестиваль документальних і антропологічних фільмів в Пярну (Естонія)
- World Film Festival (Естонія)
- Люблінський міжнародний фестиваль короткометражних фільмів (Словенія)
- Міжнародний кінофестиваль «Кіно без бар'єрів» (Росія)
- Cinema Perpetuum Mobile (Білорусь)
- Міжнародний Алматинский кінофестиваль «Зірки Шакена» (Казахстан)
- Криворізький кінофестиваль «Кіно під зорями» (Україна)
- Трускавецький міжнародний кінофестиваль «Золота пектораль» (Україна)